# NGC 2560
NGC 2560 je galaksija u zviježđu Raku.

## Vanjske poveznice
- SEDS: NGC 2560